# Bizerte
Bizerte er en by i det nordlige Tunesien, med et indbyggertal (pr. 2004) på cirka 114.300. Byen er hovedstad i et governorat af samme navn, og ligger ved landets kyst til Middelhavet.